# Bernard-Pierre Donnadieu
Bernard-Pierre Donnadieu (* 2. Juli 1949 in Paris; † 27. Dezember 2010 in Le Chesnay, Département Yvelines) war ein französischer Schauspieler und Synchronsprecher.

## Leben
Donnadieu studierte Literaturwissenschaft und Theaterwissenschaften an der Universität Paris III (Université de Paris III – Sorbonne Nouvelle) in Paris.
1975 spielte er in der Theaterkompagnie von Robert Hossein in Reims, unter anderem in den Stücken Bernarda Albas Haus und Nachtasyl; seine Partner waren Gérard Desarthe und die junge Isabelle Adjani. Auch im weiteren Verlauf seiner Karriere, die sich später hauptsächlich auf den Film und das Fernsehen konzentrierte, kehrte Donnadieu immer wieder auf die Theaterbühne zurück. So spielte er im November 1995 in der Uraufführung des Theaterstücks Mardi (Tuesday) von Edward Bond am Théâtre national de la Colline in Paris. 1999 verkörperte er, unter der Regie von Georges Wilson, den Kaufmann Lopachin in einer Inszenierung der Komödie Der Kirschgarten in Paris; seine Partner waren Georges Wilson (als Leonid Gajew) und Marina Vlady (als Gutsbesitzerin Ranjewskaja). 2008 war er am Pariser Théâtre du Rond-Point in dem Stück Du cristal à la fumée de Jacques Attali zu sehen. 2008 und 2009 spielte er Theater am Théâtre national in Nizza.
Im Kino war er ab Mitte der 1970er Jahre zuerst in teilweise winzigen Nebenrollen in Filmen renommierter Regisseure zu sehen, unter anderem als Barmann in Der Mieter von Roman Polański, als Claude Blame in Ein Hauch von Zärtlichkeit von Claude Lelouch, als Gauner in dem Thriller Der Körper meines Feindes von Henri Verneuil, als Cafébesitzer in dem Liebesdrama Meine erste Liebe und als Lehrer in Das Leben ist ein Roman von Alain Resnais.
Seine erste wirkliche Kinorolle spielte er in dem Actionfilm Der Profi, wo er als Gegenspieler von Jean-Paul Belmondo die Rolle des Hilfsinspektors Farges übernahm. 1982 war er in dem Historienfilm Die Wiederkehr des Martin Guerre die Titelfigur des verschwundenen Soldaten Martin Guerre. In den 1980er Jahren wurde er im Kino häufig als brutaler Bösewicht und Krimineller besetzt, unter anderem, an der Seite von Bernard Giraudeau, als teuflischer Gangsterboss in dem Kriminaldrama Rue Barbare (1984); für diese Rolle wurde er 1985 als bester Nebendarsteller für den César nominiert. In diesem Rollenfach verkörperte er auch den „Todesengel“ Malaggione in dem Kriminalfilm Der Spitzel (1983) oder 1988 den psychopathischen Familienvater Raymond Lemorne in dem Thriller Spurlos verschwunden. In dem Historienfilm Die Passion der Beatrice (1987) verkörperte Donnadieu unter der Regie von Bertrand Tavernier den in sich zerrissenen Ritter und Feldherren François de Cortemart, dem es nicht gelingt, seine traumatischen Jugenderlebnisse zu verarbeiten und der als brutaler Vater versucht, die Reinheit seiner Tochter (Julie Delpy) zu bewahren.
In den 1990er Jahren übernahm Donnadieu dann auch sympathische Rollen, wie den israelischen Molekularbiologen Dr. Eli Kaplan in der Miniserie Doch mit den Clowns kamen die Tränen nach einem Roman von Johannes Mario Simmel, Liebhaber und häufig historische Figuren. Er war Karl der Große in einer französischen Fernsehdokumentation; er verkörperte Mirabeau in der Fernsehserie Unterröcke der Revolution (1989), den Oberstleutnant Henry in dem Fernsehfilm Die Affäre Dreyfus (1995), Napoleon Bonaparte in dem Fernsehfilm Austerlitz, Napoleons langer Marsch zum Sieg (2006), den Europapolitiker Jean Monnet in dem Fernsehfilm Nous nous sommes tant haïs (2007) und den französischen Politiker Roger Salengro in dem Fernsehfilm L'affaire Salengro (2009).
Seine letzte Kinorolle hatte er 2008 in dem Filmdrama Paris, Paris – Monsieur Pigoil auf dem Weg zum Glück als Immobilienmakler Galapiat. 2010 spielte er Hermann Göring in einer Fernsehverfilmung des Theaterstücks Du cristal à la fumée; eine Rolle, die Donnadieu zuvor bereits auf der Bühne gespielt hatte.
Donnadieu war in Frankreich intensiv als Synchronsprecher tätig. Er lieh seine Stimme unter anderem Harvey Keitel, Dennis Hopper, Kurt Russell, Ron Perlman und Manfred Zapatka. In dem Animationsfilm Cars sprach er in der französischen Synchronfassung die Rolle des alten Rennwagens Doc Hudson.
Donnadieu starb im Alter von 61 Jahren in der Nähe von Versailles an Prostatakrebs. Seine Tochter Ingrid Donnadieu ist ebenfalls Schauspielerin.

## Filmografie (Auswahl)
- 1976: Der Mieter (Le locataire)
- 1976: Ein Hauch von Zärtlichkeit (Si c’était à refaire)
- 1976: Der Körper meines Feindes (Le corps de mon ennemi)
- 1978: Meine erste Liebe (Mon premier amour)
- 1978: Die letzte Ausgabe (Judith Therpauve)
- 1979: Damit ist die Sache für mich erledigt (Coup de tête)
- 1979: Kommissar Moulin (Commissaire Moulin) (Fernsehserie, 1 Folge)
- 1981: Der Profi (Le professionnel)
- 1981: Ein jeglicher wird seinen Lohn empfangen … (Les Uns et les Autres)
- 1982: Die Wiederkehr des Martin Guerre (Le retour de Martin Guerre)
- 1983: Der Spitzel (L’indic)
- 1983: Das Leben ist ein Roman (La vie est un roman)
- 1983: Der Tod des Mario Ricci (La mort de Mario Ricci)
- 1984: Rue Barbare
- 1985: Unheimliches Verlangen (Flagrant désir)
- 1985: Der Doppelgänger (Double face)
- 1985: Unter Wölfen (Les loups entre eux)
- 1987: Die Passion der Beatrice (La passion Béatrice)
- 1988: Spurlos verschwunden (Spoorloos)
- 1989: Unterröcke der Revolution (Les jupons de la révolution)
- 1990: Doch mit den Clowns kamen die Tränen
- 1991: Schatten des Wolfes (Agaguk)
- 1992: Die letzte Szene (La Scène finale)
- 1993: Rosenemil
- 1995: Die Affäre Dreyfus (L’affaire Dreyfus)
- 1995: Faut pas rire du bonheur
- 1996: Fürs Vaterland erschossen (Le pantalon)
- 2001: Vercingetorix – Kampf gegen Rom (Vercingétorix)
- 2004: Die Fabrik brennt (Dos au mur)
- 2006: Austerlitz, Napoléons langer Marsch zum Sieg (Austerlitz, la victoire en marchant)
- 2007: Wir sind so verhasst (Nous nous sommes tant haïs)
- 2008: Paris, Paris – Monsieur Pigoil auf dem Weg zum Glück (Faubourg 36)
- 2009: L’affaire Salengro
- 2010: Du cristal à la fumée